# Калита, Инна Владимировна
Инна Владимировна Калита (урожденная Дзерунец; род. 8 мая 1969, Брест) — белорусская и чешская лингвистка, славистка. Доктор философии, кандидат филологических наук.

## Биография
Окончила филологический факультет БГУ (1986—1991). Квалификация: филолог, учитель белорусского языка и литературы, русского языка и литературы. Работала учителем белорусского языка и литературы в средней школе № 29 Бреста (1991—1994), после в средней школе № 2 Кобрина (1994—2000).
С 2001 по 2023 год — научный сотрудник кафедры богемистики педагогического факультета университета имени Яна Евангелисты Пуркине в Усти-над-Лабем (Чехия). Преподавала русский язык на специальности "Деловой русский язык".
В 2005—2010 годах обучалась в докторантуре Института славянских и восточноевропейских исследований Карлова университета в Праге по специальности Славянская филология. Доктор философии (PhDr.), кандидат филологических наук (Ph.D).
Занимается славистикой, языковой и литературной компаративистикой, социолингвистикой (субстандарты: трасянка, суржик, русский и чешский сленг), лингвокультурологией, русским магическим реализмом на примере творчества Дмитрия Липскерова. Специализации в области славистики: белорусистика и русистика, преподавание русского языка как иностранного, белорусская фразеология в контексте славянской, колоронимы во фразеологической картине мира.
Поддерживает проект «ёфикации», последовательно ёфицирует свои учебники и книги.
Член Беларусского института в Праге, Международной ассоциации белорусистов, сообщества Российская культурология.

## Публикации
Автор более 150 научных публикаций.

### Монографии
- Калита И. В. Актуальные	вопросы	современной славянской фразеологии Архивная копия от 11 марта 2022 на Wayback Machine. — Чебоксары: ИД «Среда», 2020.
- Калита И. В. Очерки по компаративной фразеологии II. Цветная палитра в национальных картинах мира русских, беларусов, украинцев и чехов. Ústí nad Labem: PF UJEP, 2017.
- Калита И. В. Очерки по компаративной фразеологии. Серая палитра в национальных картинах мира русских, беларусов и чехов. — М.: Дикси Пресс, 2016.
- Калита И. В. Магические реминисценции в творчестве Дмитрия Липскерова. — М.: Дикси Пресс, 2015.
- Калита И. В. Стилистические трансформации русских субстандартов, или книга о сленге. — М.: Дикси Пресс, 2013.
- Kalita I. Obrysy a tvary nespisovnosti: ruština vs. čeština. Ruský slang v procesu vývoje. Ústí nad Labem, 2011.
- Калита И. В. Современная Беларусь: языки и национальная идентичность Архивная копия от 9 октября 2017 на Wayback Machine. Ústí nad Labem, 2010.

#### Словари
- Kalita Inna. Česko-běloruský frazeologický slovník. Ústí nad Labem: Univerzita Jana Evangelisty Purkyně, 2017.

#### Коллективные монографии
- Каліта І. Фразеалагічны мінімум як візітоўка нацыянальнай мовы. // Каліта І., Садоўская А., Старавойтава Н. Фразеалагічны мінімум беларускай мовы: задачы і перспектывы. Ústí nad Labem: PF UJEP, 2021. 210 с., с. 9-98. DOI: 10.21062/B/FMBJ/2021.02
- Каліта І. Фразеалагічныя інавацыі ў люстэрку інтэрнэту. // Каліта І., Сівіцкая Н., Ляшчынская В. Беларуская мова ў люстэрку традыцый і інавацый. Ústí nad Labem: PF UJEP, 2019, с. 3-42.
- Kalita I. — Tulus T. Feminine and Masculine Aspects of Belarusian Lexis and Phraseology in the Slavic Context. // Kalita, I.; Tulus, T.; Hapeyeva, V.; Sivickaja, N. Gender in Language, Speech and Dialects. Belarusian Experience. Ústí nad Labem: PF UJEP, EDUCA, 2017, 154 pp., p. 11-60.[5]
- Калита И. В. Поколенческая идентичность (Новая литература на перекрестке современности). // North American, European and Russian literature: modern problems of study. CIBUNET Publishing Monograph Series No. 2. New York: CIBUNET Publishing, 2013, p. 3-22.
- Каліта І. Фанетычная лінгваўнікальнасць у ракурсе бінарнага канцэпта ‘свой’ — ‘чужы’. // České vědomí Bělarusi — Чэшскае ўсведамленне Беларусі. Praha: KAROLINUM, 2013, 428 s., s. 49-60.
- Калита И. Идеи Я. Мукаржовского в контексте начал (структурализма и двух веков). // Stereotypes in Literatures and Cultures. International reception studies. Frankfurt am Main: Peter Lang, 2010, 300 pp., p. 108—118.

### Учебники
- Калечиц А., Калита И., Кудреватых И., Макаровска О., Галло Я. Основы речевого этикета и межкультурной коммуникации. Учебное пособие по русскому языку для словацких студентов: в 2-х частях. Nitra: Univerzita Konštantína Filozofa v Nitre, 2021. 243 s.
- Галло Я., Макаровска О., Калита И.  Введение в деловое общение. Пособие по русскому языку как иностранному. Nitra: Univerzita Konštantína Filozofa v Nitre, 2020.
- Калита И. Практика речевого общения: Часть I. Ústí nad Labem: PF UJEP, 2013.
- Калита И. В. Основы межкультурной коммуникации. Знакомство с постсоветскими государствами. Ústí nad Labem: PF UJEP, 2012.
- Калита И. В. Практическая фонетика современного русского языка с основами теории. Ústí nad Labem: PF UJEP, 2011.
- Kalita I., Celerová J. Praktická cvičení z ruského jazyka. Ústí nad Labem: PF UJEP, 2003.
- Калита И. Фонетика русского языка. Ústí nad Labem: PF UJEP, 2002.